# 地中海航空
地中海航空（英語：Air Mediterranean）是一家希腊航空公司，总部位于雅典国际机场。

## 歷史
2017年1月，地中海航空取得航空營運許可證，計劃營運當時沒有或甚少航班來往希臘的航線。2017年11月1日，地中海航空正式載客營運，但在2018年1月18日暫停所有航班。2月，航空公司宣佈終止所有航線，將會主力營運包機航班。

## 機隊
截至2020年2月，地中海航空擁有以下飛機：
| 機型        | 數量 | 已訂購 | 載客量 | 備註 |
| ----------- | ---- | ------ | ------ | ---- |
| 波音737-400 | 3    | —      | 168    |      |
| 總數        | 3    | —      |        |      |